# Kentucky Wildcats
Kentucky Wildcats – nazwa drużyn sportowych University of Kentucky w Lexington, biorących udział w akademickich rozgrywkach w Southeastern Conference, organizowanych przez National Collegiate Athletic Association.  Męska drużyna piłkarska rywalizuje w Sun Belt Conference.

## Sekcje sportowe uczelni

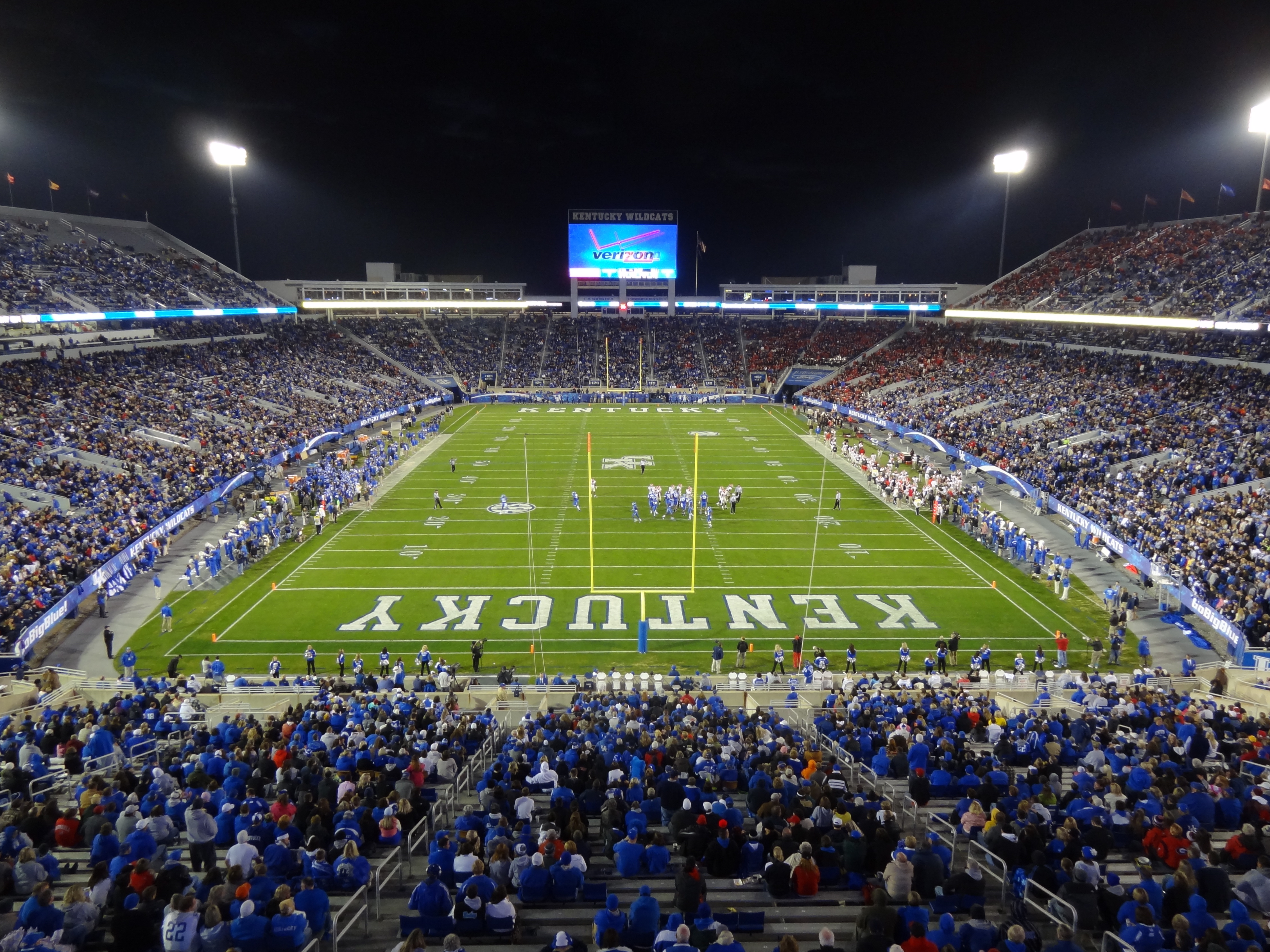
Kroger Field.

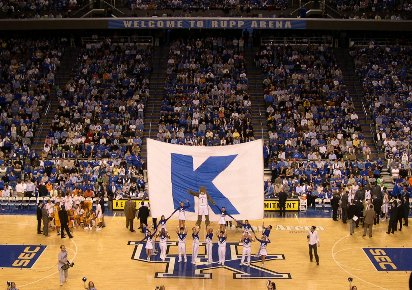
Rupp Arena.

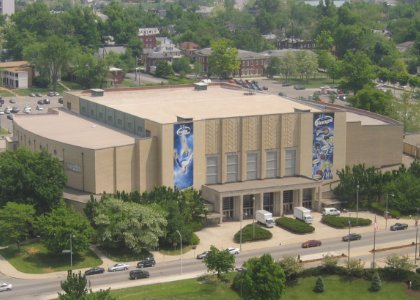
Memorial Colliseum.

| Mężczyźni - baseball - bieg przełajowy - futbol amerykański - golf - koszykówka (8): 1948, 1949, 1951, 1958, 1978, 1996, 1998, 2012 - lekkoatletyka - piłka nożna - pływanie - tenis | Kobiety - bieg przełajowy (1): 1988 - golf - koszykówka - lekkoatletyka - piłka nożna - siatkówka (1): 2020–21 - pływanie - softball - tenis | Koedukacyjny - strzelectwo (4): 2011, 2018, 2021, 2022 |

W nawiasie podano liczbę tytułów mistrzowskich NCAA (stan na 1 lipca 2015)

## Obiekty sportowe
- Kroger Field – stadion futbolowy o pojemności 61 000 miejsc[4]
- Rupp Arena – hala sportowa o pojemności 20 500 miejsc, w której odbywają się mecze koszykówki mężczyzn[5]
- Memorial Coliseum – hala sportowa o pojemności 6250 miejsc, w której odbywają się mecze koszykówki kobiet i siatkówki kobiet[6]
- Wendell & Vickie Bell Soccer Complex – stadion o pojemności 3368 miejsc, na którym rozgrywane są mecze piłkarskie[7]
- Kentucky Proud Park – stadion baseballowy otwarty w 2018 r. stadion baseballowy na 2500 miejsc plus trawiaste na 2500 kolejnych; możliwość rozbudowy do łącznej pojemności 7000[8]
- John Cropp Stadium – stadion softballowy o pojemności 2117 miejsc[9]
- Outdoor Track and Field Facility – stadion lekkoatletyczny o pojemności 3000 miejsc[10]
- Hilary J. Boone Varsity Tennis Complex – korty tenisowe[11]
- Lancaster Aquatic Center – hala sportowa z pływalnią[12]
- Nutter Field House – kryta hala lekkoatletyczna[13]